# Тобіас Рідер
Тобіас Рідер (нім. Tobias Rieder, нар. 10 січня 1993, Ландсгут) — німецький хокеїст, крайній нападник клубу ШХЛ «Векше Лейкерс». Гравець збірної команди Німеччини.

## Ігрова кар'єра
Вихованець німецького клубу «Ландсгут», де і розпочав хокейну кар'єру 2009 року. З 2010 по 2013 захищає кольори юніорської команди «Кіченер Рейнджерс» (ОХЛ).
2011 року був обраний на драфті НХЛ під 114-м загальним номером командою «Едмонтон Ойлерс». У квітні 2013 права на нього переходять до фншого клубу НХЛ «Фінікс Койотс» з яким він укладає трирічний контракт але дебютує за фарм-клуб «Портленд Пайретс» (АХЛ). У сезоні 2014/15 дебютує в складі «Койотів», які вже встигли змінити прописку і назву на «Аризона Койотс». 1 грудня 2014 року Рідер встановив рекорд НХЛ для гравців-дебютантів закинувши впродовж 58 секунд дві шайби в переможному матчі 5–2 над «Едмонтон Ойлерс».
21 лютого 2018 його разом з ще одним гравцем «Аризони» обмінюють на гравця «Лос-Анджелес Кінгс». У складі «королів» Тобіас провів перші чотири матчі в плей-оф Кубка Стенлі проти «Вегас Голден Найтс».
1 липня 2018 на правах вільного агента укладає однорічний контракт на суму $2 мільйона доларів з «Едмонтон Ойлерс». 25 червня 2019 року Тобіас не отримав пропозицію на продовження контракту від «нафтовиків». 4 вересня 2019 року нападника запросили на огляд до «Калгарі Флеймс». 27 вересня 2019 року, сторони уклали однорічну угоду.
9 жовтня 2020 року Рідер гна правах вільного агента перейшов до «Баффало Сейбрс». Після сезону в складі «шаблів» Тобіас залишив команду, як вільний агент і прийняв запрошення відвідати тренувальний табір «Анагайм Дакс» 15 вересня 2021 року.
Згодом німець повернувся до Європи, де уклав контракт із шведським клубом «Векше Лейкерс».

## На рівні збірних
Був гравцем юніорської та молодіжної збірної Німеччини, у складі яких брав участь у 41 матчі. 
З 2014 залучається до лав національної збірної Німеччини і є неодмінним учасником всіх чемпіонатів світу з того часу.
У складі збірної Європи в 2016 році брав участь у Кубку світу, став срібним призером турніру.
25 січня 2022 року гравця включили до списку учасників збірної Німеччини на Зимові Олімпійські ігри 2022 року.

## Статистика

### Клубні виступи
| Сезон        | Клуб                 | Ліга         | Регулярний сезон | Регулярний сезон | Регулярний сезон | Регулярний сезон | Регулярний сезон | Плей-оф | Плей-оф | Плей-оф | Плей-оф | Плей-оф |
| Сезон        | Клуб                 | Ліга         | І                | Г                | П                | О                | ШХ               | І       | Г       | П       | О       | ШХ      |
| ------------ | -------------------- | ------------ | ---------------- | ---------------- | ---------------- | ---------------- | ---------------- | ------- | ------- | ------- | ------- | ------- |
| 2009–10      | «Ландсгут»           | 2 Бундесліга | 45               | 10               | 13               | 23               | 28               | 6       | 0       | 0       | 0       | 0       |
| 2010–11      | «Кіченер Рейнджерс»  | ОХЛ          | 65               | 23               | 26               | 49               | 35               | 7       | 0       | 2       | 2       | 4       |
| 2011–12      | «Кіченер Рейнджерс»  | ОХЛ          | 60               | 42               | 42               | 84               | 25               | 16      | 13      | 14      | 27      | 4       |
| 2012–13      | «Кіченер Рейнджерс»  | ОХЛ          | 52               | 27               | 29               | 56               | 12               | 9       | 2       | 10      | 12      | 4       |
| 2013–14      | «Портленд Пайретс»   | АХЛ          | 64               | 28               | 20               | 48               | 10               | —       | —       | —       | —       | —       |
| 2014–15      | «Портленд Пайретс»   | АХЛ          | 9                | 4                | 1                | 5                | 0                | —       | —       | —       | —       | —       |
| 2014–15      | «Аризона Койотс»     | НХЛ          | 72               | 13               | 8                | 21               | 14               | —       | —       | —       | —       | —       |
| 2015–16      | «Аризона Койотс»     | НХЛ          | 82               | 14               | 23               | 37               | 10               | —       | —       | —       | —       | —       |
| 2016–17      | «Аризона Койотс»     | НХЛ          | 80               | 16               | 18               | 34               | 6                | —       | —       | —       | —       | —       |
| 2017–18      | «Аризона Койотс»     | НХЛ          | 58               | 8                | 11               | 19               | 6                | —       | —       | —       | —       | —       |
| 2017–18      | «Лос-Анджелес Кінгс» | НХЛ          | 20               | 4                | 2                | 6                | 0                | 4       | 0       | 0       | 0       | 0       |
| 2018–19      | «Едмонтон Ойлерс»    | НХЛ          | 67               | 0                | 11               | 11               | 8                | —       | —       | —       | —       | —       |
| 2019–20      | «Калгарі Флеймс»     | НХЛ          | 55               | 4                | 6                | 10               | 6                | 10      | 3       | 2       | 5       | 0       |
| 2020–21      | «Баффало Сейбрс»     | НХЛ          | 44               | 5                | 2                | 7                | 2                | —       | —       | —       | —       | —       |
| 2021–22      | «Векше Лейкерс»      | ШХЛ          | 36               | 11               | 11               | 22               | 4                | 4       | 0       | 0       | 0       | 0       |
| 2022–23      | «Векше Лейкерс»      | ШХЛ          | 40               | 14               | 7                | 21               | 4                | 18      | 2       | 4       | 6       | 0       |
| 2023–24      | «Векше Лейкерс»      | ШХЛ          | 42               | 9                | 17               | 26               | 16               | –       | –       | –       | –       | –       |
| Усього в НХЛ | Усього в НХЛ         | Усього в НХЛ | 478              | 64               | 81               | 145              | 52               | 14      | 3       | 2       | 5       | 0       |

### Збірна
| Рік                | Команда            | Турнір             | Місце              | І  | Г  | П  | О  | ШХ |
| ------------------ | ------------------ | ------------------ | ------------------ | -- | -- | -- | -- | -- |
| 2009               | Німеччина          | WHC17              | 6-е                | 5  | 0  | 0  | 0  | 0  |
| 2009               | Німеччина          | ЮЧС18              | 10-е               | 6  | 1  | 3  | 4  | 8  |
| 2010               | Німеччина          | ЮЧС18-D1           | 11-е               | 5  | 6  | 1  | 7  | 12 |
| 2010               | Німеччина          | МЧС-D1             | 11-е               | 5  | 4  | 2  | 6  | 0  |
| 2011               | Німеччина          | ЮЧС18              | 6-е                | 3  | 3  | 0  | 3  | 0  |
| 2011               | Німеччина          | МЧС                | 10-е               | 6  | 1  | 1  | 2  | 0  |
| 2012               | Німеччина          | МЧС-D1             | 11-е               | 5  | 5  | 8  | 13 | 4  |
| 2013               | Німеччина          | МЧС                | 9-е                | 6  | 3  | 2  | 5  | 0  |
| 2014               | Німеччина          | ЧС                 | 14-е               | 7  | 1  | 0  | 1  | 0  |
| 2015               | Німеччина          | ЧС                 | 10-е               | 7  | 0  | 3  | 3  | 0  |
| 2016               | Німеччина          | ЧС                 | 7-е                | 4  | 1  | 1  | 2  | 0  |
| 2016               | Німеччина          | ЗОІ                | квал.              | 3  | 1  | 2  | 3  | 0  |
| 2016               | Команда Європи     | КС                 | 2                  | 6  | 0  | 1  | 1  | 0  |
| 2017               | Німеччина          | ЧС                 | 8-е                | 3  | 1  | 0  | 1  | 0  |
| 2021               | Німеччина          | ЧС                 | 4-е                | 10 | 1  | 3  | 4  | 2  |
| 2022               | Німеччина          | ЗОІ                | 10-е               | 4  | 1  | 1  | 2  | 0  |
| Молодіжна збірна   | Молодіжна збірна   | Молодіжна збірна   | Молодіжна збірна   | 41 | 23 | 17 | 40 | 24 |
| Національна збірна | Національна збірна | Національна збірна | Національна збірна | 44 | 6  | 12 | 18 | 2  |